# Roma è de tutti
Roma è de tutti è il quindicesimo album del cantautore italiano Luca Barbarossa, pubblicato il 9 febbraio 2018.
Con il brano Passame er sale l'artista ha partecipato al Festival di Sanremo 2018. La canzone, così come il disco, omaggia la musicalità e l'identità romana dell'autore. Tutte le canzoni sono state scritte da Luca Barbarossa da solo, tranne Via da Roma, che era stata scritta più di 30 anni prima in collaborazione con Luigi Magni .

## Tracce
1. Passame er sale – 3:55
2. Come stai – 2:46
3. La dieta – 3:21
4. Roma è de tutti (feat. Fiorella Mannoia) – 3:25
5. Se penso a te – 3:38
6. La pennica – 2:36
7. Madur (morte accidentale di un romano) (feat. Alessandro Mannarino) – 3:08
8. Tutti fenomeni – 2:57
9. Via da Roma – 2:39
10. La mota – 2:50
11. Lallabbai – 1:46

## Classifiche
| Classifica (2018) | Posizione massima |
| ----------------- | ----------------- |
| Italia            | 21                |